# Peršané
Peršané byli původně západoíránské etnikum v oblasti severně od Perského zálivu, v tzv. Persidě (dnešní íránská provincie Fárs). Dnes se tímto pojmem označují lidé íránského původu hovořící perštinou (fársí) a žijící v Íránu. Ve střední Asii hovoří mimoto persky Tádžikové, v Afghánistánu je variantou perštiny darí. Arabové nazývají Peršany výrazem Adžam, což znamená Nearabové. V průběhu dějin převzali Peršané mnohé prvky od Arabů a Turků, aniž by tím ovšem jejich identita byla dotčena.

## Historie
V historických pramenech jsou Peršané poprvé zmíněni asi roku 844 př. n. l. jako obyvatelé země Parsua, lokalizované poblíž Urmijského jezera. Odtud se přesunuli do dnešního Fársu a kolem roku 700 př. n. l. se zde etablovali jako dominantní etnikum. Zůstali však závislí na Médech a Asýrii. Teprve Kýros II. z dynastie Achaimenovců položil v 6. století př. n. l. základy samostatné mocné říše.
Nábožensky jsou dnešní Peršané šíitskými muslimy, vzácně sunnity, zarathuštrovci, vyznavači bahá’í či křesťany. Peršané tvoří zhruba 50 % obyvatel Íránu a jsou nejdůležitější národnostní skupinou v tomto rozlehlém státě – politicky i kulturně.